# Universiteit van Kansas
De Universiteit van Kansas (University of Kansas) is een openbare universiteit gelegen bij Lawrence in de Amerikaanse staat Kansas. De belangrijkste campus bevindt zich op de top van Mount Oread in Lawrence. De universiteit werd opgericht in 1865.
Het medisch centrum en het ziekenhuis van de universiteit bevinden zich in Kansas City. Verder heeft de universiteit extra gebouwen in Parsons, Topeka en Wichita.

## Geschiedenis
De universiteit werd opgericht in 1865 door inwoners van Lawrence met toestemming van de wetgevende macht van Kansas. Toenmalig gouverneur van Kansas, Charles L. Robinson, en zijn vrouw Sara doneerden een groot stuk land voor de universiteit, en de filantroop Amos Adams Lawrence steunde de bouw financieel.
In 1890 voerde de universiteit van Kansas als eerste universiteit in de Verenigde Staten de opleiding sociologie in.

## Organisatie
De universiteit wordt gesponsord door de staat. Naast een groot college voor vrije kunsten heeft de universiteit ook scholen voor:
- Gezondheidsberoepen
- Architectuur en planologie
- Bedrijfseconomie
- Pedagogiek
- Techniek
- Schone kunsten
- Journalistiek en massacommunicatie
- Rechtsgeleerdheid
- Medicijnen
- Verpleegkunde
- Farmacie
- Sociale welvaart

## Sport
De sportteams van de universiteit staan bekend als de Kansas Jayhawks. Ze nemen deel aan de eerste divisie van de NCAA en de Big 12 Conference. De traditionele sport van de universiteit is basketbal.